# Lâu đài ở Ząbkowice Śląskie
Lâu đài ở Ząbkowice Śląskie (tiếng Ba Lan: Zamek w Ząbkowicach Śląskich) là một lâu đài lịch sử (hiện nay còn lại các tàn tích) ở Ząbkowice Śląskie, Ba Lan. Công trình kiến trúc này có tên trong danh sách di tích.

## Lịch sử
| Mốc lịch sử | Mô tả |
| ----------- | --- |
| Thế kỷ 14   | Lâu đài nguyên bản mang phong cách Gothic được xây dựng. Những ghi chép lâu đời nhất về lâu đài ở Ząbkowice Śląskie có niên đại từ năm 1321.                                                      |
| Thế kỷ 15   | Lâu đài trở thành tài sản của các hoàng tử xứ Poděbrady. Sau đó, lâu đài bị những tên trộm phá hoại vào năm 1468. Trong giai đoạn 1489 - 1490, vua Hungary Mátyás Corvin đánh chiếm được lâu đài. |
| Thế kỷ 16   | Trong giai đoạn 1522 - 1532, Công tước xứ Ziębice - Charles I xây dựng lại lâu đài theo phong cách Phục hưng.                                                                                     |
| Thế kỷ 18   | Sau nhiều lần bị tổn hại trong các cuộc chiến và hỏa hoạn, lâu đài ở Ząbkowice Śląskie bị bỏ hoang từ năm 1728.                                                                                   |
| Hiện nay    | Đây là một trong những tàn tích đang được bảo tồn và mở cửa cho công chúng. |

## Kiến trúc
Lâu đài được xây dựng trên một mặt bằng hình vuông. Lâu đài sở hữu: các bức tường thành cao dùng để phòng thủ, hai pháo đài ở hai bên, khu vực sinh hoạt với nhiều cửa sổ ở các tầng. Ở phía Đông, phía trên cửa chính đi vào sân có quốc huy của người sáng lập lâu đài. Có một cổng vào với vòm nhọn mang phong cách Gothic. Ngoài ra, còn có một cổng dành cho người đi bộ hẹp hơn một chút. Sân của lâu đài được trang trí bằng những họa tiết thời Phục hưng.

## Hình ảnh

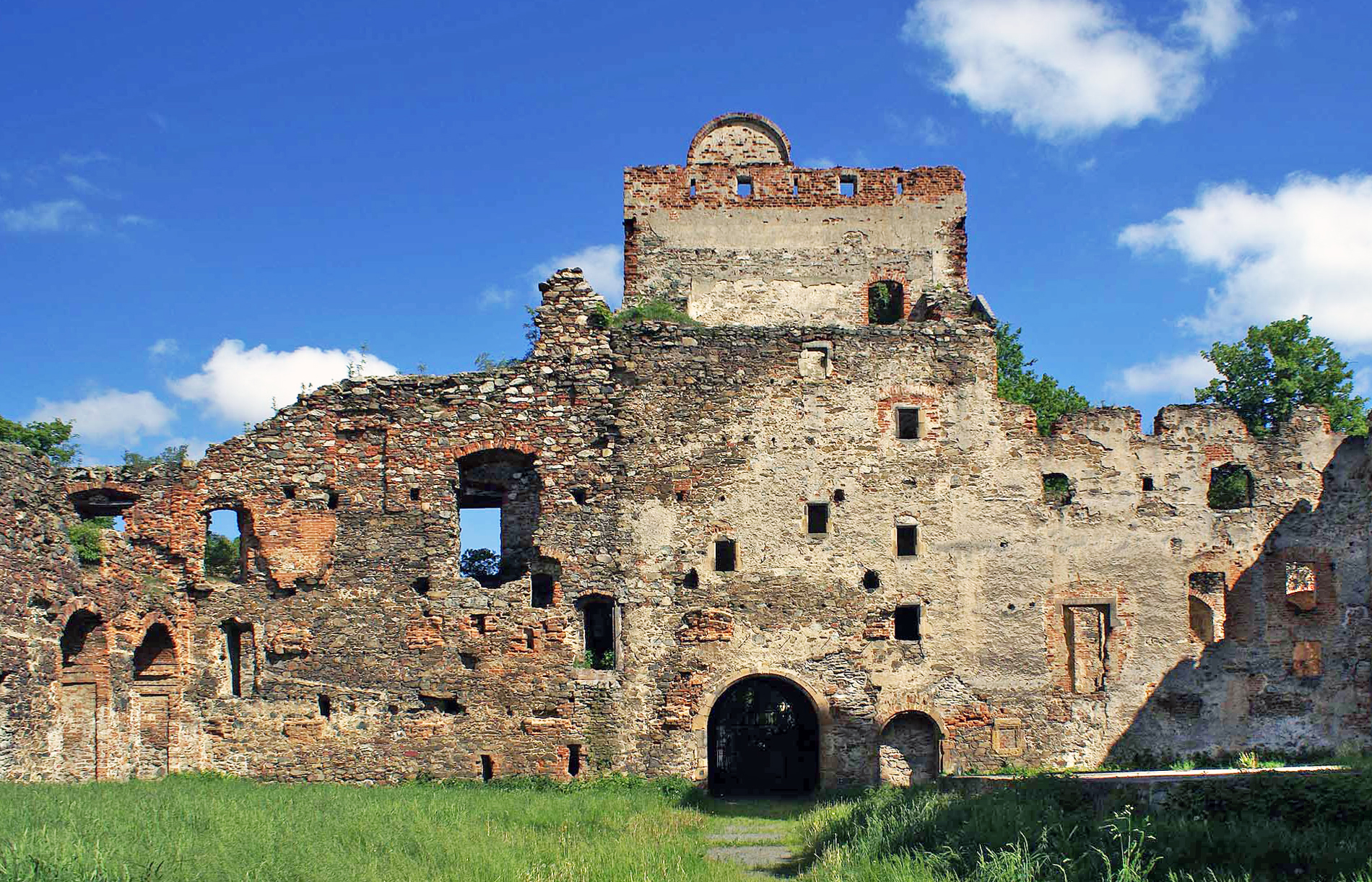
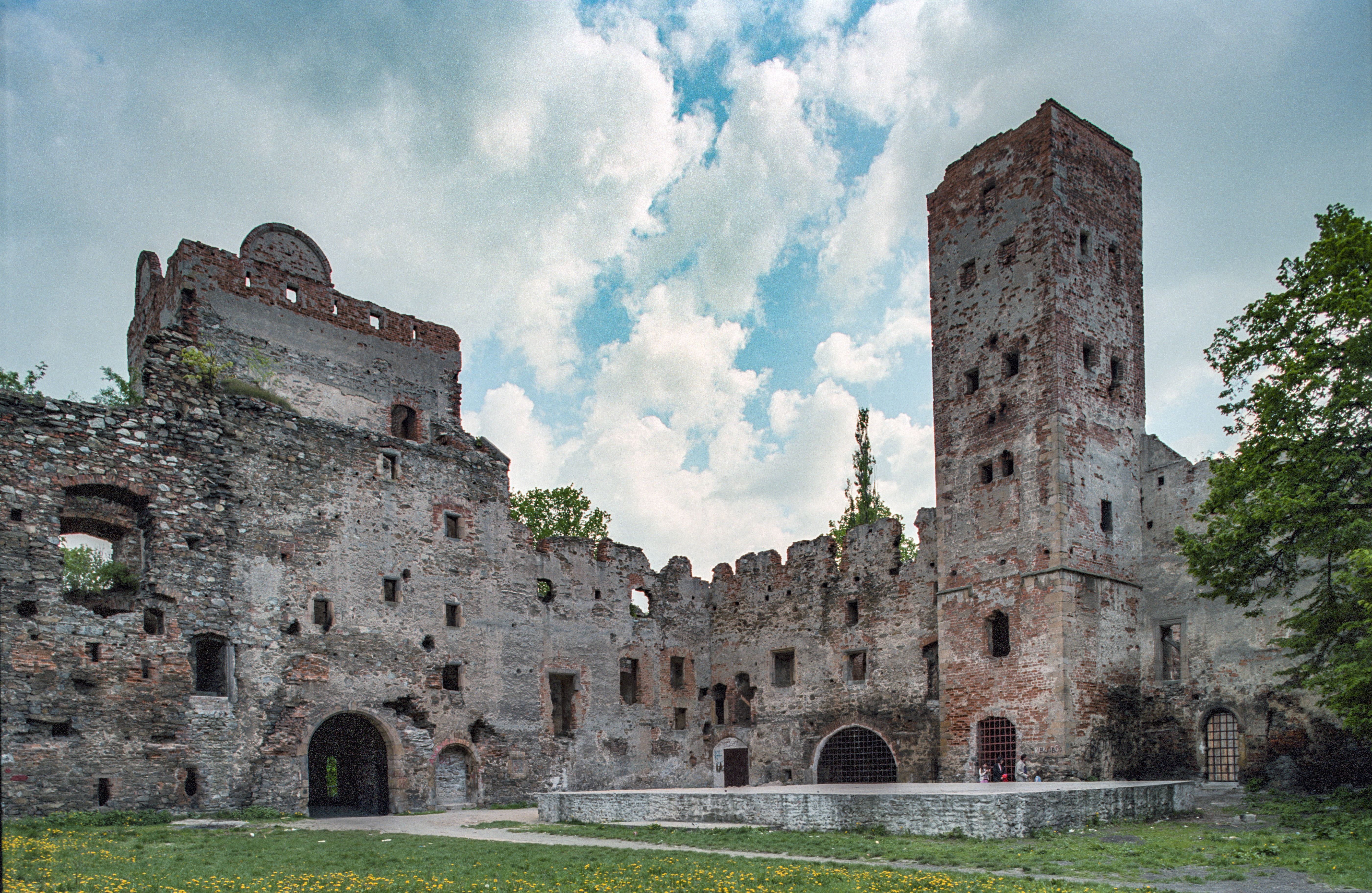
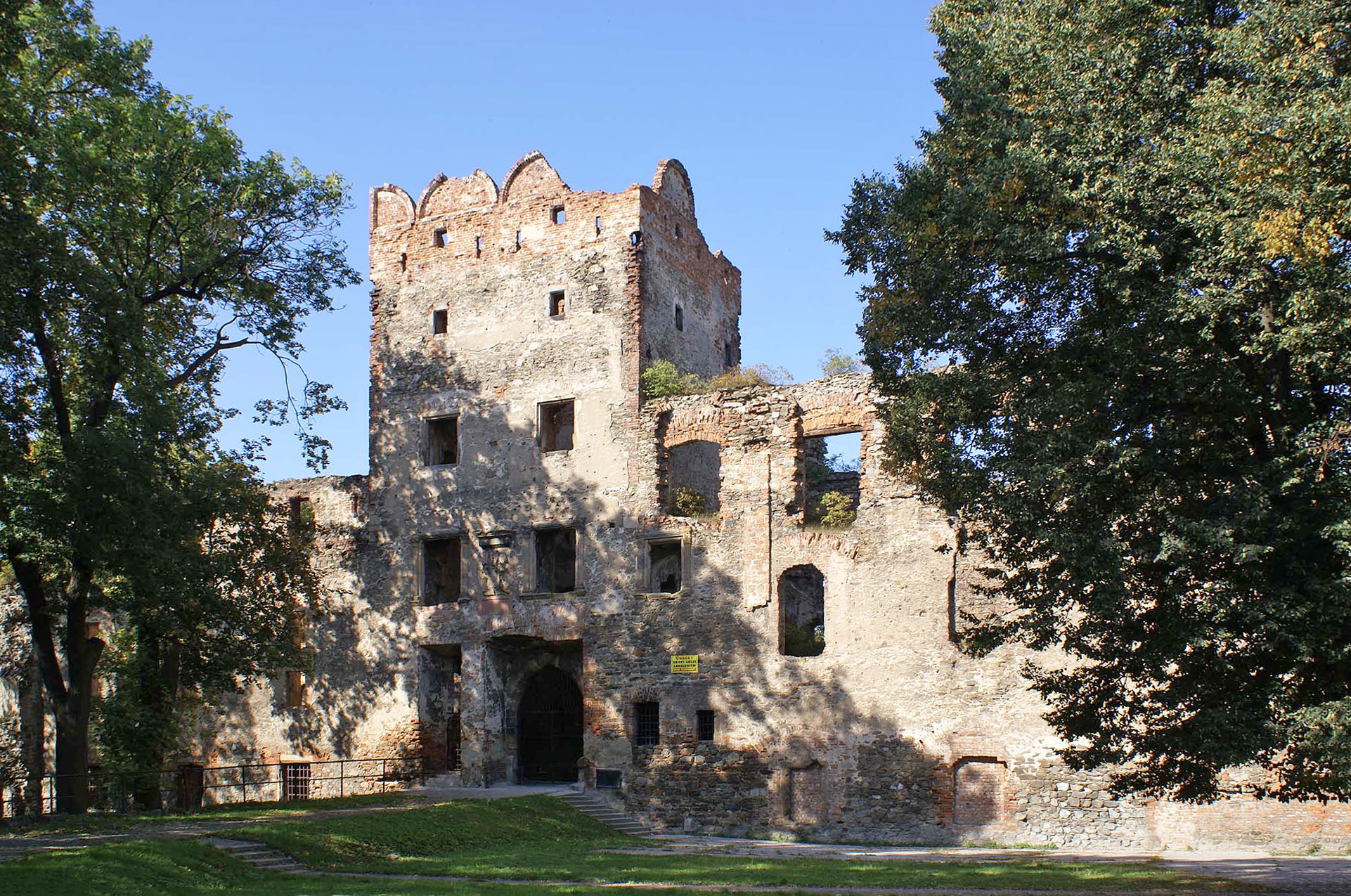
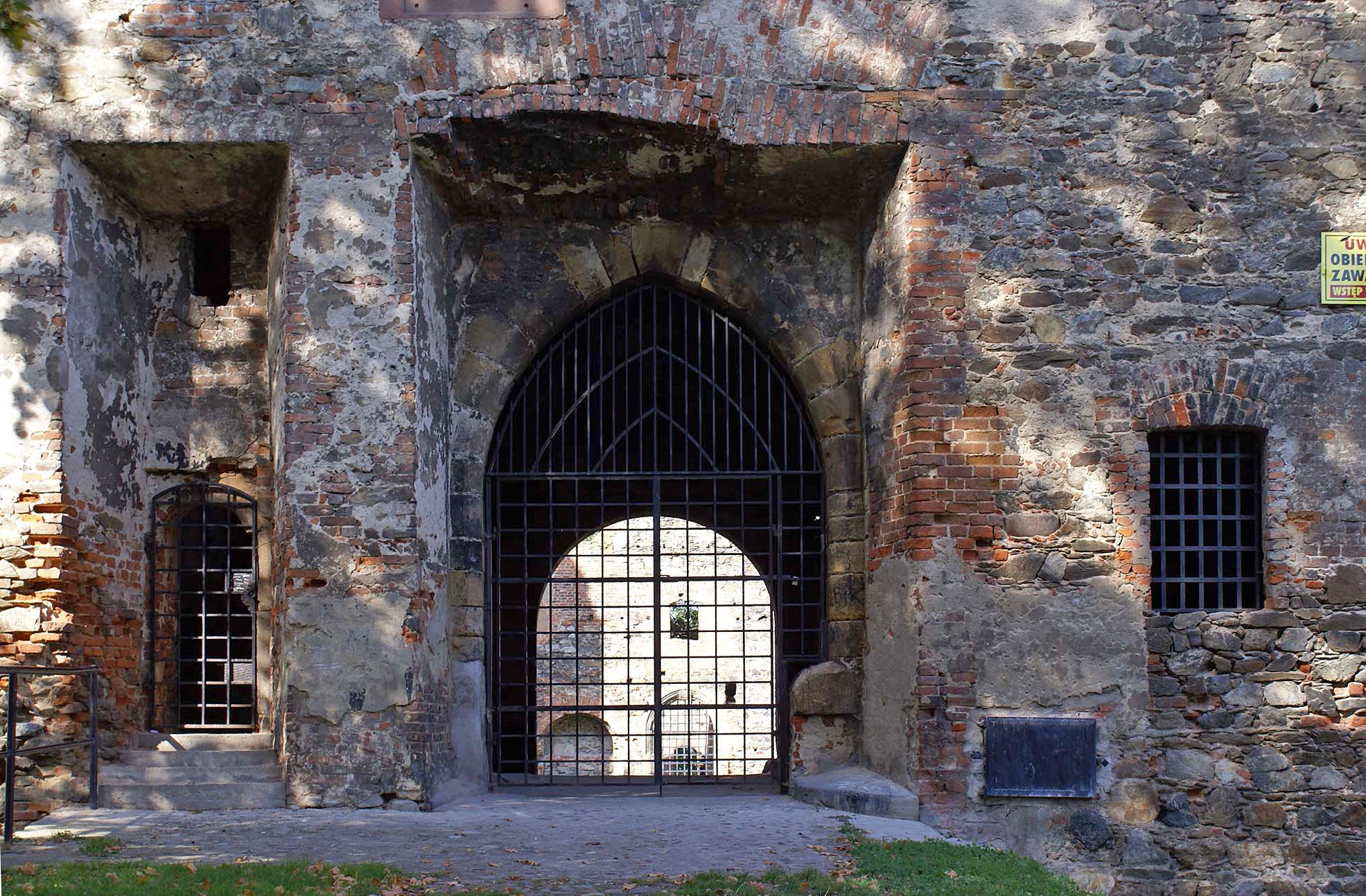
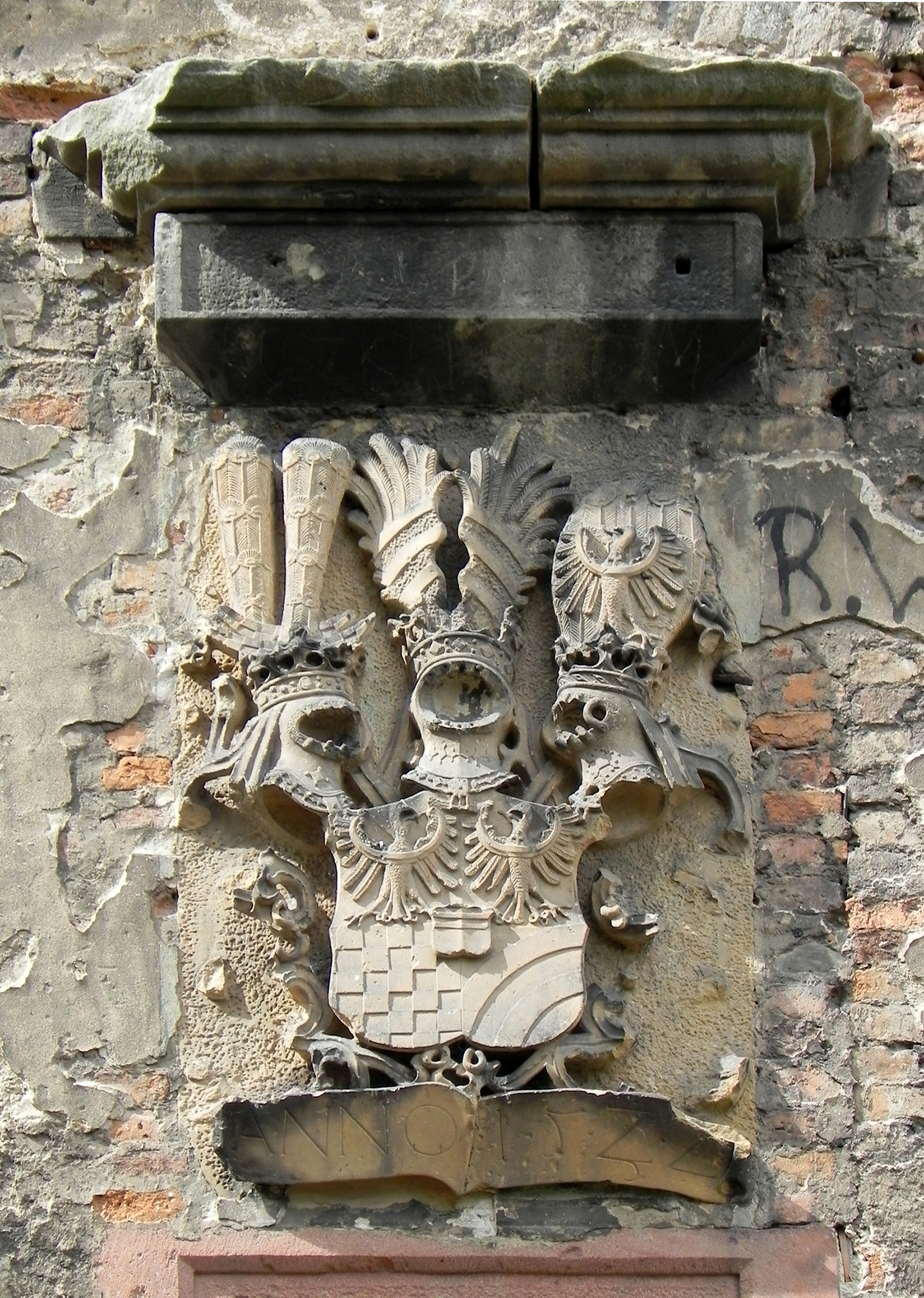
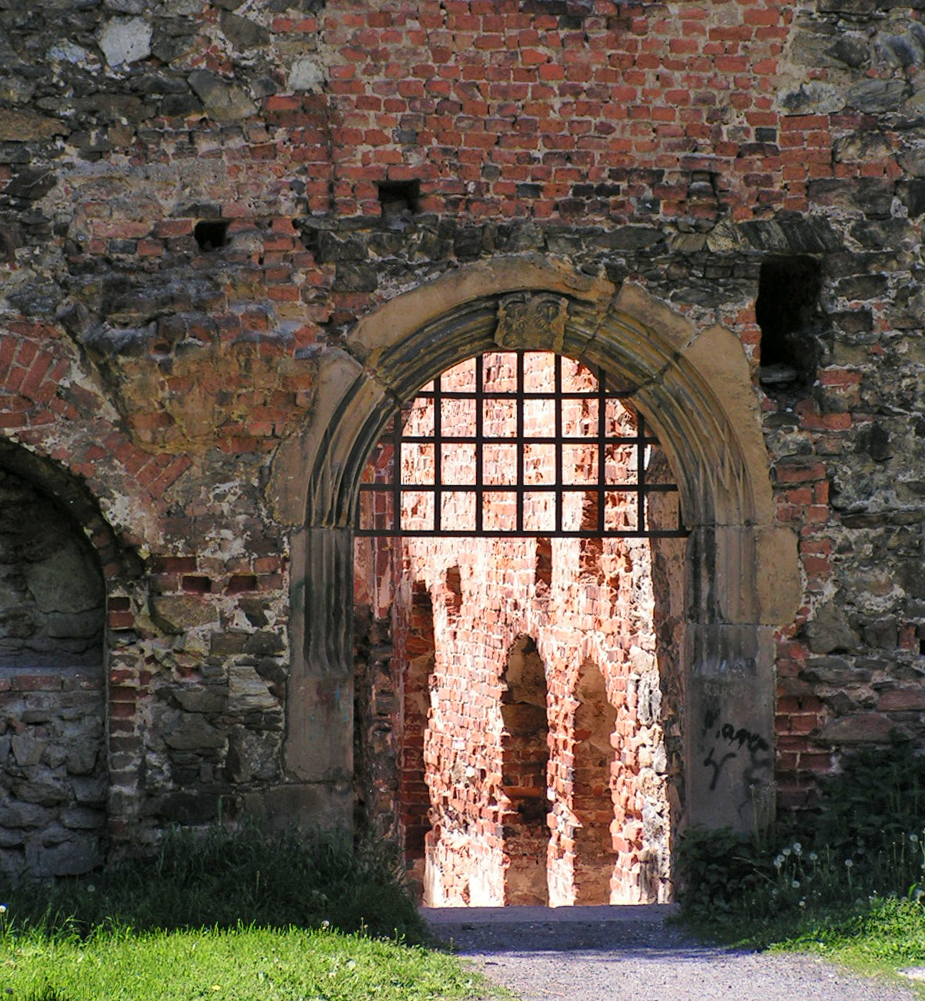